# Villa Angiolina
Die Villa Angiolina ist ein historisches Herrenhaus im kroatischen Ort Opatija (auch: Sankt Jakobi, Abbazia). Mit ihrem zugehörigen Park bildete die Villa den Ausgangspunkt der touristischen Entwicklung des Ortes.

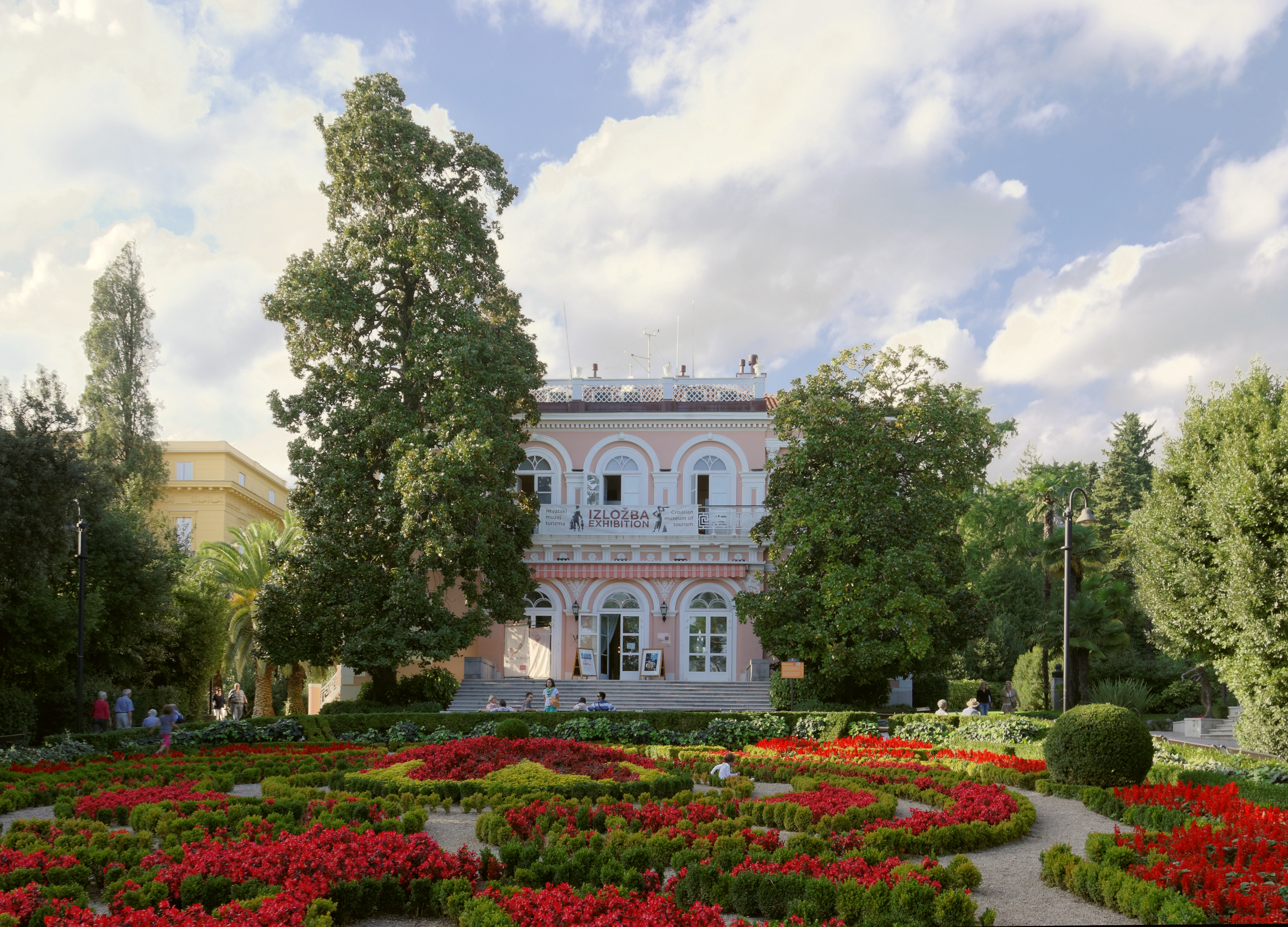
Villa Angiolina

## Geschichte
Bauherr war Iginio Scarpa (1794–1866), ein wohlhabender Holz- und Weizenhändler, Patrizier des damaligen Fiume und Freimaurer. Er erwarb zu Anfang der 1840er Jahre für nur 700 Gulden das Grundstück für seine 1844 oder 1845 errichtete, spätbiedermeierliche Villa Angiolina (benannt nach Scarpas 1832 mit nur 30 Jahren verstorbenen Frau, einer geborenen Sartorio). Der Architekt des Baus ist unbekannt. Scarpa empfing in seiner Villa zahlreiche Gäste, unter anderem den Reiseschriftsteller Heinrich Noë (1835–1896), die Oberschicht von Fiume und 1850 sogar den kroatischen Statthalter Ban Josip Jelačić und dessen Frau. Iginios Sohn Paolo Scarpa heiratete 1855 Maria von Bruck, die Tochter von Karl Ludwig von Bruck, der 1855–60 österreichischer Finanzminister war. Die Villa Angiolina wurde so durch ihre wohlhabenden und mit besten gesellschaftlichen Verbindungen ausgestatteten Besitzer zu einem mondänen Mittelpunkt der Region. Die Scarpas veranstalteten hier glänzende Feste mit Feuerwerken. So wurde, zunächst auf der Basis unentgeltlicher Gastfreundschaft, die Basis für die spätere touristische Entwicklung gelegt.
Paolo Scarpa propagierte übrigens schon 1869 die Idee der Errichtung eines Sanatoriums und verfocht ein touristisches Entwicklungskonzept. Es fehlte ihm aber an Kapital. Nach einem geschäftlichen Misserfolg musste er 1875 das Landhaus sogar an den mährischen Adeligen Viktor von Chorinsky verkaufen. 1882 erwarb es von diesem die Südbahngesellschaft, die es in eine Luxuspension umgestaltete und hier unter anderem das Kronprinzenpaar Rudolf und Stephanie zu Gast hatte. Zu den späteren Besitzern gehörte die Internationale Schlafwagengesellschaft (Compagnie Internationale des Wagons-Lits).
Eine im Jahr 2001 durchgeführte Restaurierung erweckte wieder die ursprüngliche Gestalt des großen Salons vor den Umbauten von 1886.

## Nutzung
Heute dient die Villa Angiolina musealen Zwecken. Im vorderen Teil des Erdgeschosses, dem großen Salon, präsentiert das kroatische Museum für Tourismus (Hrvatski Muzej Turizma) wechselnde Ausstellungen.
Im hinteren Teil des Erdgeschosses steht das restaurierte Original der „Madonna del Mare“ von Johann Rathausky, die an das Bootsunglück vom Karfreitag 1891 erinnert, an dem der 24-jährige Arthur Kesselstatt und die 40-jährige Anna Fries ums Leben kamen. Das von Johann Rathausky geschaffene Original stand bis 1951 an der Stelle, wo sich nun das „Mädchen mit der Möwe“ befindet. Danach wurde die stark durch das Meer in Mitleidenschaft gezogene Madonna in die Villa Angiolina gebracht.
Im Obergeschoss ist eine Dauerausstellung über die Entwicklung des Eisenbahnnetzes und des dadurch angekurbelten Tourismus zu besichtigen.

## Park
Der 3,64 ha große Park ist der zentrale Stadtpark von Opatija. Er wurde in den Jahren 1845 bis 1860 von Iginio Scarpa, einem großen Naturliebhaber, rund um die Villa gestaltet und durch zahlreiche exotische Pflanzen bereichert, etwa Magnolien, Libanonzedern, Himalayzypressen oder die für Abbazia zum Wahrzeichen gewordene japanische Kamelie (Camelia japonica). Als der Park 1882 ins Eigentum der Südbahngesellschaft kam, wurde der Direktor der k.u.k. Gartenbaugesellschaft mit dessen Pflege und Erweiterung betraut.
Der benachbarte St.-Jakobs-Park hat seinen Namen vom ältesten Gebäude in Opatija, der Kirche St. Jakob (Sv. Jakov), die zum ersten Mal in einem historischen Dokument aus dem Jahr 1449 erwähnt wurde.